# Фёршнер, Отто
Отто Фёршнер (нем. Otto Förschner; 4 ноября 1902, Дюрренциммерн, Нёрдлинген, Германская империя — 28 мая 1946, Ландсбергская тюрьма) — штурмбаннфюрер СС, комендант концлагеря Дора-Миттельбау.

## Биография
Отто Фёршнер родился 4 ноября 1902 года в крестьянской семье. Юношеские годы провёл на родительской ферме в Баварии. С 1922 года проходил службу в рейхсвере, по окончании которой в марте 1934 года вступил в части особого назначения войск СС. 1 мая 1937 года вступил в НСДАП (билет № 5274260). С 1 апреля 1934 по 1 декабря 1936 года посещал юнкерскую школу СС в Бад-Тёльце, затем командовал 3-м батальоном штандарта СС «Германия», сначала в Вольтердингене, а позже в Радольфцелле, где был дислоцирован батальон, и где он был командиром 12-й роты. Потом был переведён в 12-ю роту штандарта СС «Дер фюрер». С начала польской кампании по 1 июля 1940 года служил в 4-й роте танковой дивизии СС «Лейбтштандарт Адольф Гитлер». В дальнейшем участвовал в боях на Восточном фронте в составе 5-й танковой дивизии СС «Викинг».
После полученного на войне ранения весной 1942 года был переведён в концлагерь Бухенвальд, где стал командиром охранного корпуса. С сентября 1943 года был коммандофюрером и управляющим филиалом концлагеря Бухенвальда Дора. С начала октября 1943 года руководил Mittelwerk GmBH — фирмой по производству оружия возмездия. В апреле 1944 года его пост занял Георг Рикхай. После реструктуризации завода в его обязанности в качестве управляющего входили контроль за мерами безопасности и работы, а также предотвращение актов саботажа. Его временным адъютантом был Гейнц Детмерс. С октября 1944 года был комендантом концлагеря Дора-Миттельбау, на посту которого пробыл до января 1945 года. Его преемником стал Рихард Бер.
С 1 февраля 1945 года был руководителем лагерного комплекса Кауферинг, где отвечал за проведение эвакуации заключённых в конце апреля 1945 года. В конце апреля 1945 года был арестован военнослужащими американской армии.
С 15 ноября 1945 года был обвиняемым на процессе по делу о преступлениях в концлагере Дахау, проведённым американским военным трибуналом. 13 декабря 1945 года был приговорён к смертной казни через повешение. В приговоре было указано на то, что Фёршнер избивал заключённых, руководил исполнением наказаний и убил одного заключённого куском железной трубы. Приговор был приведён в исполнение 28 мая 1946 года в Ландсбергской тюрьме.

## Семья
В 1931 году Фёршнер женился, в браке у супругов родилось двое детей.